# Mittelmeer-Fahnenbarsch

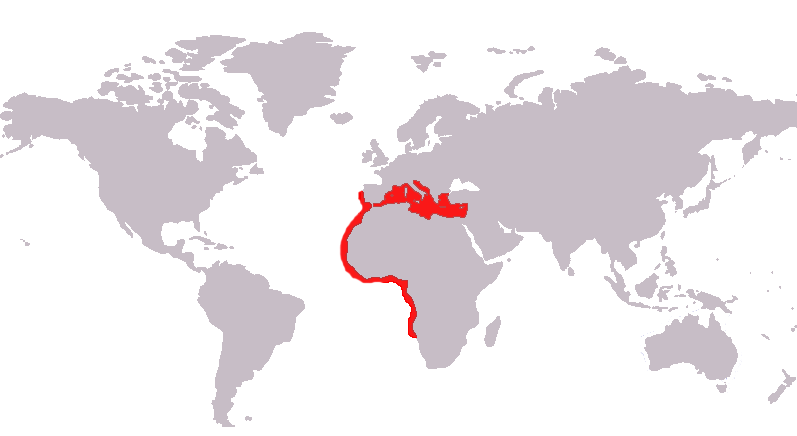
Verbreitungsgebiet

Der Mittelmeer-Fahnenbarsch (Anthias anthias, Synonym: Serranus anthias; deutsch auch „Rötling“) ist eine Art der Fahnenbarsche (Anthiadidae). Trotz seines deutschen Namens lebt er nicht nur im Mittelmeer, sondern auch nahe der Küste des östlichen Atlantik von Portugal, den Azoren, Madeira, den Kanaren und die westafrikanische Küste entlang bis nach Angola.

## Merkmale
Mittelmeer-Fahnenbarsche haben die rötliche Färbung fast aller Fahnenbarsche. Am Kopf zeigen sich, mehr oder weniger deutlich, einige gelbe Bänder. Die Schwanzflosse ist sichelförmig und tief eingeschnitten, der untere Teil ist länger als der obere. Charakteristisch sind die sehr lang ausgezogenen Bauchflossen und der verlängerte dritte Strahl der Rückenflosse der Männchen. Mittelmeer-Fahnenbarsche werden 15 bis 27 Zentimeter lang.

## Lebensweise
Die Fische halten sich in kleinen Schwärmen in Tiefen von 25 bis 300 Metern immer in der Nähe der Felsküste auf. Die Art ist sehr lichtscheu und verbringt den Tag in geringeren Tiefen in Höhlen und Unterständen. Sie ernähren sich von Zooplankton und Fischlarven.
Wie alle Sägebarsche sind die Tiere Hermaphroditen, die zunächst eine Weile als Weibchen leben, um später eine Umwandlung zum männlichen Geschlecht zu vollziehen. Die Fische leben in Haremsverbänden mit einem Männchen und mehreren Weibchen, haben aber im Gegensatz zu den tropischen Fahnenbarscharten außerhalb der Laichzeit keine festen Reviere. Aufgrund des gegenüber dem Lebensraum Korallenriff verminderten Feinddrucks im Mittelmeer wagen sich die Tiere viel weiter ins freie Wasser hinaus. Während der Fortpflanzungszeit im Sommer bilden die Männchen Reviere, die von ihnen äußerst heftig verteidigt werden. Gelaicht wird immer nur in der Abenddämmerung. Dabei schwimmt das Männchen rasch mit einem Weibchen aus seinem Territorium, die Fische drehen sich sehr schnell umeinander und geben dabei ihre Gameten ab. Anschließend schwimmen sie in ihr Revier zurück. Nun balzt das Männchen mit einem anderen Weibchen, um auch mit diesem abzulaichen.
Wie alle Fahnenbarsche ist Anthias anthias ein Freilaicher, der keine Brutpflege betreibt.